# Maison Trestler
La maison Trestler est un bâtiment patrimonial datant de 1798 et situé dans la région de Vaudreuil-Soulanges sur les bords de la rivière des Outaouais.

## Historique
La maison Trestler doit son nom à Jean-Joseph Tröstler, dit Trestler, né en 1759 à Mannheim, dans le margraviat de Bade en Saint-Empire. Il arrive au Canada en 1776, en tant que mercenaire au service de la Couronne britannique. Après son service dans l'armée, il s'installe à Montréal. Il épouse Marguerite Noël en 1785, dont il aura quatre filles.
Vers 1786, il acquiert une propriété dans la région de Vaudreuil, sur une pointe à la rencontre de la rivière des Outaouais et du lac des Deux-Montagnes, et se lance en affaires. Grâce à la potasse et à la fourrure, il fait rapidement fortune. La partie centrale de la maison est construite en 1798. Une voûte et un entrepôt sont ajoutés en 1805. Un autre ajout est construit du côté de la rivière en 1806 et accueille deux chambres (l'actuel salon). La maison assurera ainsi une double fonction de maison de commerce et de résidence bourgeoise.
Jean-Joseph Trestler épouse en secondes noces Marie-Anne Josephte Curtius dont naîtront quatre fils. Le second fils, Jean-Baptiste Curtius, devient administrateur des propriétés Trestler à la suite du décès de son père en 1813.
La propriété demeure aux mains de la famille jusqu'en 1860 où la succession Trestler se départ progressivement des terres et des biens. La maison principale est subdivisée en trois parties qui servent de résidences d'été. En 1927, la maison est achetée par Gustave Rainville, courtier en valeurs mobilières. Il effectue alors d'importantes transformations.
En 1951, la maison est vendue à l'homme d'affaires Donald Taylor. Elle est classée Monument d'architecture d'importance nationale par le ministère des Affaires indiennes et du Nord canadien du gouvernement canadien. La maison Trestler est ensuite achetée et restaurée par Judith et Louis Dubuc en 1971. Elle est classée Bien culturel et Immeuble patrimonial classé par le ministère des Affaires culturelles du Québec en 1976. 

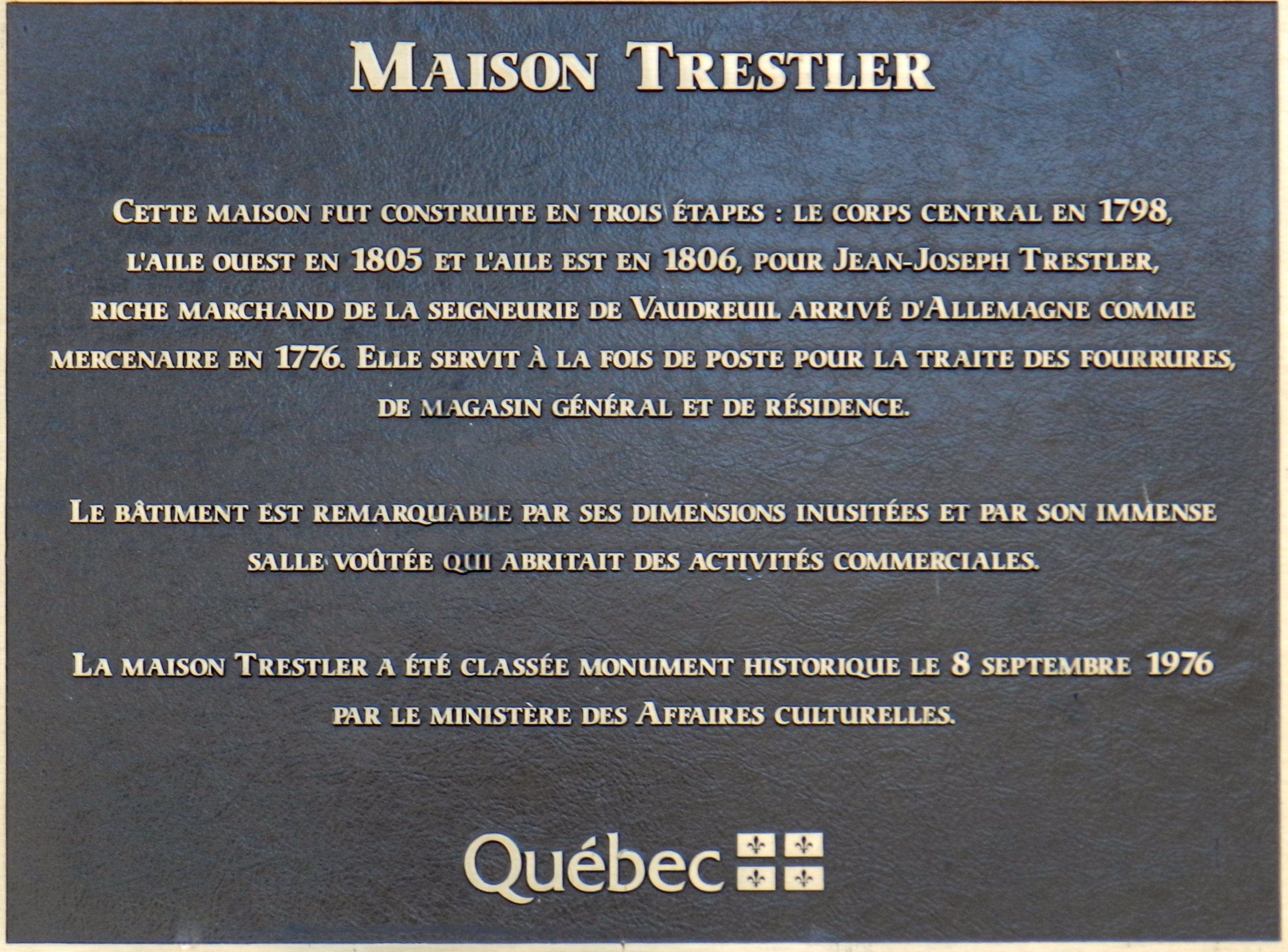
Plaque commémorative sur la façade de la maison Trestler

Depuis 1984, la Fondation de la Maison Trestler en devient propriétaire. La maison Trestler est depuis un musée et un lieu d'activités culturelles.

## Architecture
La maison Trestler est un bâtiment en pierre de plan rectangulaire, à un étage et demi. Il est coiffé d'un toit à deux versants de pente moyenne et qui débordent en saillie au-dessus des murs. La maison se distingue de la production architecturale de l'époque par sa silhouette allongée résultant de deux agrandissements. Chaque partie comporte d'ailleurs une pierre d'angle sur laquelle est inscrite l'année de construction. Le bâtiment est percé de 13 portes et de 41 fenêtres, nombre d'ouvertures inhabituel pour une maison rurale d'esprit français. Les maisons de ce type se caractérisent notamment par leur carré de pierre bas et peu dégagé du sol, leur toit à deux versants recouvert de bardeaux de cèdre, leurs murs en moellon, leurs fenêtres à battants et à petits carreaux, et les cheminées au-dessus des murs pignons et mitoyens.
La maison Trestler se distingue également par sa porte centrale et son imposte en éventail, les lucarnes à fronton et les 11 portes françaises, particularités de style qui en font un exemple rare au Québec.

## Activités
La Maison Trestler tient un concert-bénéfice et des concerts d'été depuis 1984.